# Deportacja (prawo)
Deportacja – wydalenie cudzoziemca na podstawie decyzji administracyjnej. Z reguły wydalenie dotyczy cudzoziemców, którzy nielegalnie przebywają na terytorium określonego państwa, nielegalnie podejmują w nim zatrudnienie lub stanowią zagrożenie dla państwa. Deportacji (wydalenia) nie powinno się mylić z banicją (wygnaniem) lub ekstradycją (wydaniem).

## Wydalanie cudzoziemców według prawa międzynarodowego
Co do zasady każde państwo ma prawo określać warunki, na jakich cudzoziemcy mogą wjeżdżać i przebywać na jego terytorium. Jednak w pewnym zakresie kwestiami deportacji obcokrajowców zajmuje się także prawo międzynarodowe. Przykładowo, Protokół nr 4 do Europejskiej konwencji praw człowieka zakazuje zbiorowego wydalania cudzoziemców (sprawa deportacji każdej osoby powinna być rozpatrzona indywidualnie), zaś Protokół nr 7 do tej Konwencji przewiduje pewne gwarancje proceduralne wydalania cudzoziemców:
- decyzja o deportacji powinna być podjęta na podstawie ustawy (nie może to być czyste uznanie urzędnika),
- należy wysłuchać argumentów obcokrajowca za niewydalaniem,
- powinien mieć możliwość wniesienia odwołania od decyzji wydaleniowej,
- może skorzystać z pomocy pełnomocnika (adwokata, radcy prawnego lub innej osoby), który będzie reprezentować go w postępowaniu o wydalenie.

Powszechna deklaracja praw człowieka w artykule 9 głosi Nikogo nie wolno samowolnie aresztować, zatrzymać lub wygnać z kraju.

## Wydalanie cudzoziemców w Polsce
W Polsce decyzje o zobowiązaniu cudzoziemca do powrotu (decyzję deportacyjną) podejmują organy wskazane w art. 310 Ustawy z 12 grudnia 2013 roku o cudzoziemcach (Dz.U. z 2025 r. poz. 1079). W decyzji o zobowiązaniu cudzoziemca do powrotu określa się termin dobrowolnego powrotu, który wynosi od 8 do 30 dni, liczony od dnia doręczenia decyzji. W decyzji o zobowiązaniu cudzoziemca do powrotu orzeka się o zakazie ponownego wjazdu na terytorium Rzeczypospolitej Polskiej lub na terytorium Rzeczypospolitej Polskiej i innych państw obszaru Schengen oraz określa się okres tego zakazu. O wydaleniu orzeka również Szef Urzędu do Spraw Cudzoziemców w postępowaniach o nadanie statusu uchodźcy, w sytuacji, gdy w stosunku do cudzoziemca nie zachodzą przesłanki nadania statusu uchodźcy bądź udzielenia ochrony uzupełniającej lub zgody na pobyt tolerowany, a jednocześnie nie istnieją przesłanki negatywne orzeczenia o wydaleniu (np. związek małżeński cudzoziemca z obywatelem polskim). Decyzja o zobowiązaniu cudzoziemca do powrotu może zostać wykonana zarówno przez dobrowolny wyjazd cudzoziemca z terytorium RP, jak też przymusowo poprzez doprowadzenie do granicy. Doprowadzenie cudzoziemca do granicy wykonuje komendant oddziału Straży Granicznej lub komendant placówki Straży Granicznej właściwy ze względu na miejsce pobytu cudzoziemca.